# Pioneiro (militar)

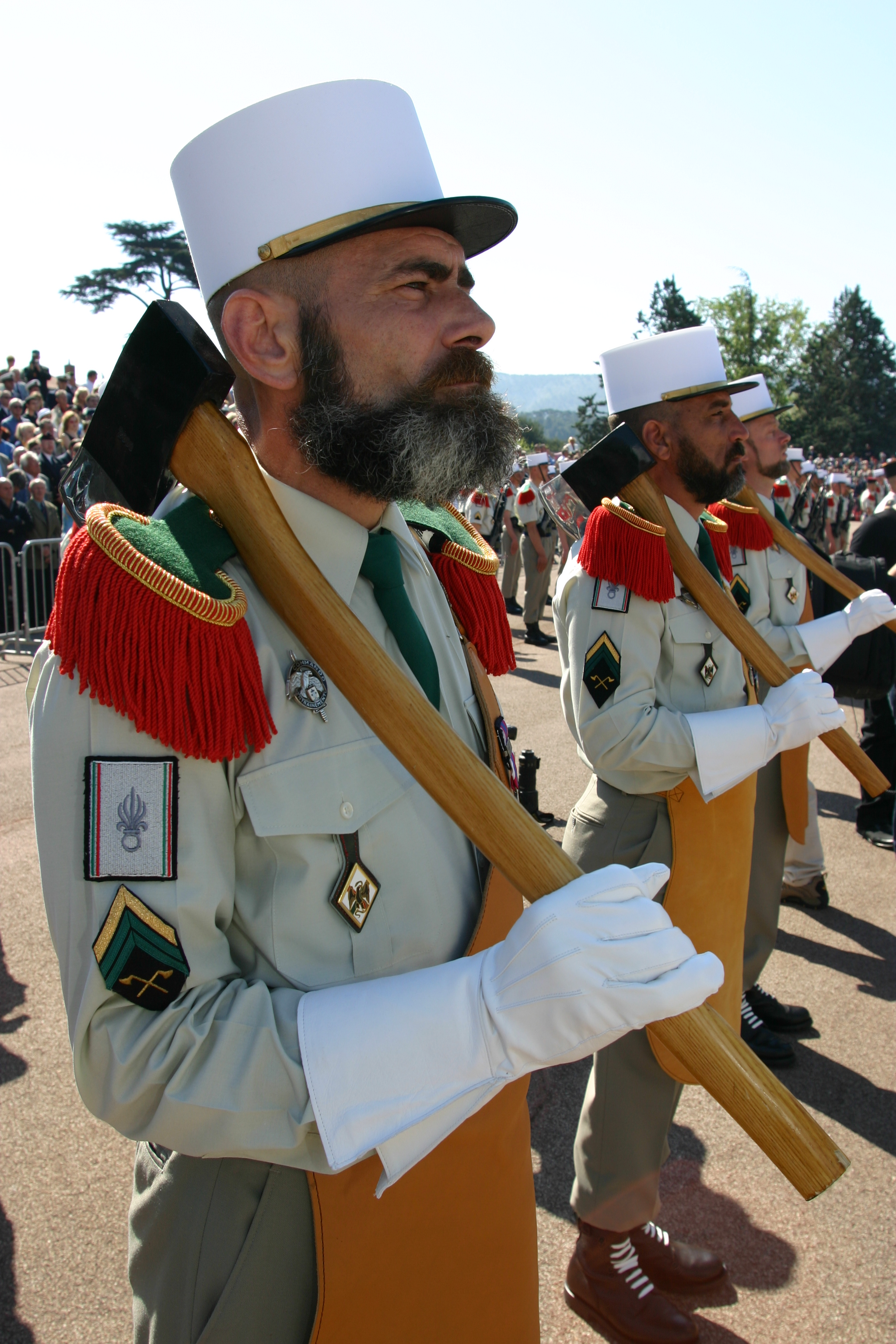
Pioneiros da Legião Estrangeira francesa, pusando os tradicionais distintivos (machado, avental e barba longa) desta especialidade militar.

Um pioneiro é um soldado especializado, que tem como função principal a realização de diversas tarefas de engenharia militar. Em diversas forças armadas, o termo "pioneiro" é usado com um significado análogo ao de pontoneiro e/ou sapador. 
Até finais do século XIX, um pioneiro de infantaria era referido como "porta-machado", em virtude de normalmente carregar consigo um machado, utilizado para a destruição de obstáculos e outros trabalhos.

## História
No início do século XVIII, os regimentos de infantaria de grande parte dos exércitos europeus começaram a integrar pioneiros, os quais eram soldados especialistas encarregues de encabeçar os assaltos às fortificações e outras posições inimigas, destruindo os eventuais obstáculos criados pelo inimigo e permitindo a progressão da sua unidade. Para destruir os obstáculos, estavam equipados com machados, ficando por isso conhecidos como "porta-machados". Normalmente, os pioneiros faziam parte das companhias de granadeiros regimentais.
Posteriormente, alguns exércitos passaram a integrar pioneiros nas armas de engenharia, de artilharia ou da logística. Para além disso, foram criadas unidades independentes de pioneiros. Nalguns exércitos, foi mesmo constituída uma arma independente de pioneiros, especializada em trabalhos ligeiros de engenharia.
As unidades de pioneiros tinham como papel dar apoio às unidades de outras armas em tarefas como a construção de fortificações de campanha, de campos militares, de pontes e de estradas. Durante a Primeira Guerra Mundial, os pioneiros foram frequentemente empregues na construção e reparação de ferrovias militares.

## Uniforme tradicional
Os pioneiros ou porta-machados de vários exércitos utilizavam um uniforme tradicional que incluía frequentemente:
1. Machado - servia inicialmente para cortar os obstáculos de madeira construídos pelo inimigo;
2. Avental de couro - servia para proteger o pioneiro das lascas de madeira e de eventuais feridas provocadas por uma queda sobre os obstáculos;
3. Luvas com manoplas - as luvas com mangas de proteção (manoplas) serviam para proteger as mãos e os pulsos, durante os trabalhos de corte;
4. Barba - como os pioneiros encabeçavam os assaltos às posições inimigas, a sua esperança de vida tendia a ser baixa. Por isso, era-lhes concedido o direito de não serem obrigados a barbear-se quando entravam em campanha, regressando com barbas longas se sobrevivessem aos combates;
5. Emblema dos machados cruzados - representava o principal instrumento de trabalho dos pioneiros e era usado normalmente na cobertura de cabeça ou nas mangas do uniforme;
6. Barretina de pele de urso - constituía o cobertura de cabeça tradicional do uniforme dos granadeiros, nas companhias dos quais os pioneiros estavam integrados;
7. Dragonas com franjas vermelhas - as franjas vermelhas nas dragonas eram outro dos itens tradicionais dos uniformes dos granadeiros.

## Pioneiros em diversos países

### Alemanha
As Pioniertruppe (tropas de pioneiros) constituem a arma de engenharia da Streitkräftebasis (Base das Forças Armadas), o ramo de apoio logístico comum das Forças Armadas Alemãs. As tropas de pioneiros fazem parte das forças de apoio de combate, competindo-lhes promover a mobilidade e sustentação das suas próprias tropas e inibir a mobilidade das forças inimigas.

### Estados Unidos da América
A partir de 1941 o Corpo de Fuzileiros Navais dos EUA alistou cinco batalhões de pioneiros, para atuarem como tropas de engenharia de combate durante a Segunda Guerra Mundial. Em 1944 os batalhões foram redesignados como batalhões de engenharia. Estas unidades são atualmente designadas batalhões de engenharia de combate.

### Brasil
No Exército Brasileiro não é utilizado o termo "pioneiro", tradução literal da palavra inglesa: "pioneer", cuja acepção na terminologia militar brasileira corresponde à de pontoneiro. Um pontoneiro (construtor de pontes) é um especialista em operações de transposição de cursos d'água; cuja missão corresponde à instalação de pontes e pontões e à utilização de vários tipos de embarcações.
O primeiro batalhão de pontoneiros foi criado durante a Guerra do Paraguai, em 07 de outubro de 1865, em Uruguaiana, pelo Conde de Porto Alegre. E foi esse batalhão, juntamente com o Batalhão de Engenheiros, que realizou as estratégicas ações de apoio à épica transposição do Chaco. Entretanto essa Unidade foi extinta ao final da Dezembrada; sendo registrada sua última atuação em Lomas Valentinas. 

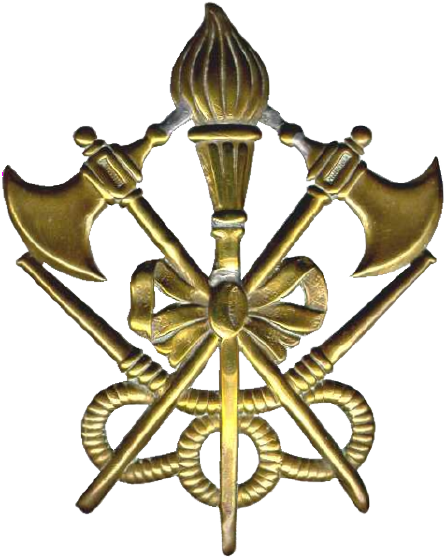
Distintivo de bombeiro militar.

Em 1881 a designação de pontoneiro reaparece como uma especialidade do Batalhão de Engenheiros, criado em 23 de janeiro de 1855, então ligado a Arma de Artilharia.
Já o Corpo de Fuzileiros Navais, dada a especificidade das operações anfíbias, tem, no seu Batalhão de Engenharia de Fuzileiros Navais, a Companhia de Pioneiros, com engenheiros de combate preparados para atuar como sapadores e pontoneiros em apoio às unidades de infantaria.

#### Corpo de Bombeiros Militar
Ao ser realizada a reforma do Corpo de Bombeiros da Capital Federal, em 1887, foi estabelecido que o Governo, em caso de guerra, poderia empregá-lo como corpo de sapadores ou pontoneiros; dando-lhe a organização de Batalhão de Engenheiros.

### França
O Exército Francês manteve pioneiros no seio das suas unidades de infantaria até à segunda metade do século XIX. Hoje em dia, os pioneiros são apenas mantidos pela Legião Estrangeira, com funções meramente cerimoniais. Os pioneiros da Legião desfilam na cabeça das restantes tropas, usando barba, avental de couro e manoplas, levando um machado ao ombro.

### Portugal
Desde, pelo menos, o último quartel do séc. XVIII, que os regimentos de infantaria do Exército Português  integravam porta-machados no seio das suas companhias de granadeiros, uniformizados com barretinas de pele de urso com uma granada de mão no seu centro.
Nas organizações do Exército Português em vigor entre 1911 e 1937, os pioneiros constituíam o ramo da arma de engenharia que agrupava as especialidades de sapadores-mineiros, de pontoneiros e de projetores de campanha. Competia especificamente ao serviço de pioneiros: a direção técnica e parte da execução dos trabalhos de fortificação de campanha e de posição, a execução dos trabalhos relativos ao ataque e defesa de praças, instalação de tropas, vias ordinárias de comunicação, pontes militares, passagem de pontos de água e navegação fluvial para serviço do exército de campanha e o serviço de projetores de campanha. 
A partir de 1937, o ramo de pioneiros passou a ter a designação genérica de "sapadores". 

### Reino Unido
Historicamente, cada regimento de infantaria do Exército Britânico dispunha de pequenas subunidades de pioneiros, os quais eram empregues na abertura de itinerários através de florestas, na condução de assaltos a fortificações e em outros trabalhos de engenharia militar. Estas subunidades deram origem às atuais subunidades de pioneiros de assalto e também inspiraram a criação do Royal Pioneer Corps (Real Corpo de Pioneiros).
Entre 1939 e 1993, o Royal Pioneer Corps constituiu um corpo independente do Exército Britânico, especializado na realização de trabalhos ligeiros de engenharia. A 5 de abril de 1993, o Royal Pioneer Corps foi fundido com outros corpos, formando o Royal Logistics Corps (Real Corpo de Logística). Hoje em dia, o Royal Logistics Corps mantém três unidades especialistas de pioneiros.
Cada batalhão de infantaria do Exército Britânico mantém um pelotão de pioneiros de assalto.